# Genterapi
Behandling af genetisk bestemte sygdomme, hvor der overføres DNA til kroppens celler eller indsætter celler med raske gener som erstatning for eller supplement til celler med syge gener. Genteknologi til terapeutisk brug, blev først udført af French Anderson i 1990.

## Genterapi til sygdomsbehandling

### SCID
Genterapi er bl.a. blevet brugt til behandling af SCID (Severe Combined Immune Defficiency), der er en genetisk betinget sygdom der gør, at den syge bliver født uden et velfungerende immunforsvar. Ind til videre har behandlingsformen været, at patienten fik foretaget en knoglemarvstransplantation. Behandlingen med genterapi har været, at man har benyttet patientens egne stamceller, som man har genetisk modificeret, så de fik et gen kaldet ADA. Disse celler har man så groet og derefter har patienten fået foretaget en transplantation af deres egne, raske celler. Fordelen her ligger i, at patienten ikke skal vente på, at de har fundet en donor. Desuden er man sikker på, at vævstypen passer, da det jo er patientens egne celler. 

### Hæmofili
Ligeledes har man forsøgt at behandle hæmofili (blødersygdom) ved at indsætte raske celler i patienternes lever. Effekten af disse behandlinger har kun fungeret i en begrænset periode. Da immunforsvaret hos hæmofili-patienter stadig fungerer afviser kroppen de indsatte leverceller, og effekten af behandlingen aftager altså.

## Bivirkninger
Selvom genteknologien har udviklet sig meget inden for det sidste korte stykke tid, så er der stadig usikkerheder ved det. Man risikerer, at enzymerne ikke altid angriber det korrekte gen, men et andet gen et helt andet sted i genomet, hvorved der vil ske utilsigtede ændringer i DNA-strukturen (en off-target mutation). Desuden skal der ofte mange raske celler til for at foretage en behandling, og man risikerer, at der er mutationer i nogle af disse celler. Selvom andelen måske er forholdsvist lille, så er det stadig mange celler, hvis man indførerer 100 mio. i en patient.

## Behandling
Da genterapi stadig er et forholdsvist nyt behandlingsområde er der ikke mange tilfælde, hvor man over hovedet bruger det til behandling af patienter. Situationen for øjeblikket er, at man kan få foretaget eksperimentelle behandlinger hvis man har tilladelse fra Sundhedsstyrelsens Råd for Eksperimentelle Behandlinger. Ligeledes skal man kun forvente at få tilladelse, hvis der ikke er andre mulige, godkendte behandlingsformer. Desuden skal der være en vis chance for, at behandlingen har en gavnende effekt for patienten.

## Eksterne links
1. ↑  Four Success Stories in Gene Therapy. Scientific American 2021
2. ↑  "Gene Therapy for Diseases | ASGCT - American Society of Gene & Cell Therapy". Arkiveret fra originalen 9. oktober 2017. Hentet 26. april 2017.
3. ↑  Forskere tæt på genterapi-kur mod dødelig sygdom | Videnskab.dk
4. ↑  "Hvad er eksperimentel behandling - Kræftens Bekæmpelse". Arkiveret fra originalen 27. april 2017. Hentet 26. april 2017.

- Genterapi og lungecancer. BioZoom
- Genterapi. Kræftens Bekæmpelse

| Naturvidenskab | Spire Denne naturvidenskabsartikel er en spire som bør udbygges. Du er velkommen til at hjælpe Wikipedia ved at udvide den. |